# Volkswagen Group MEB

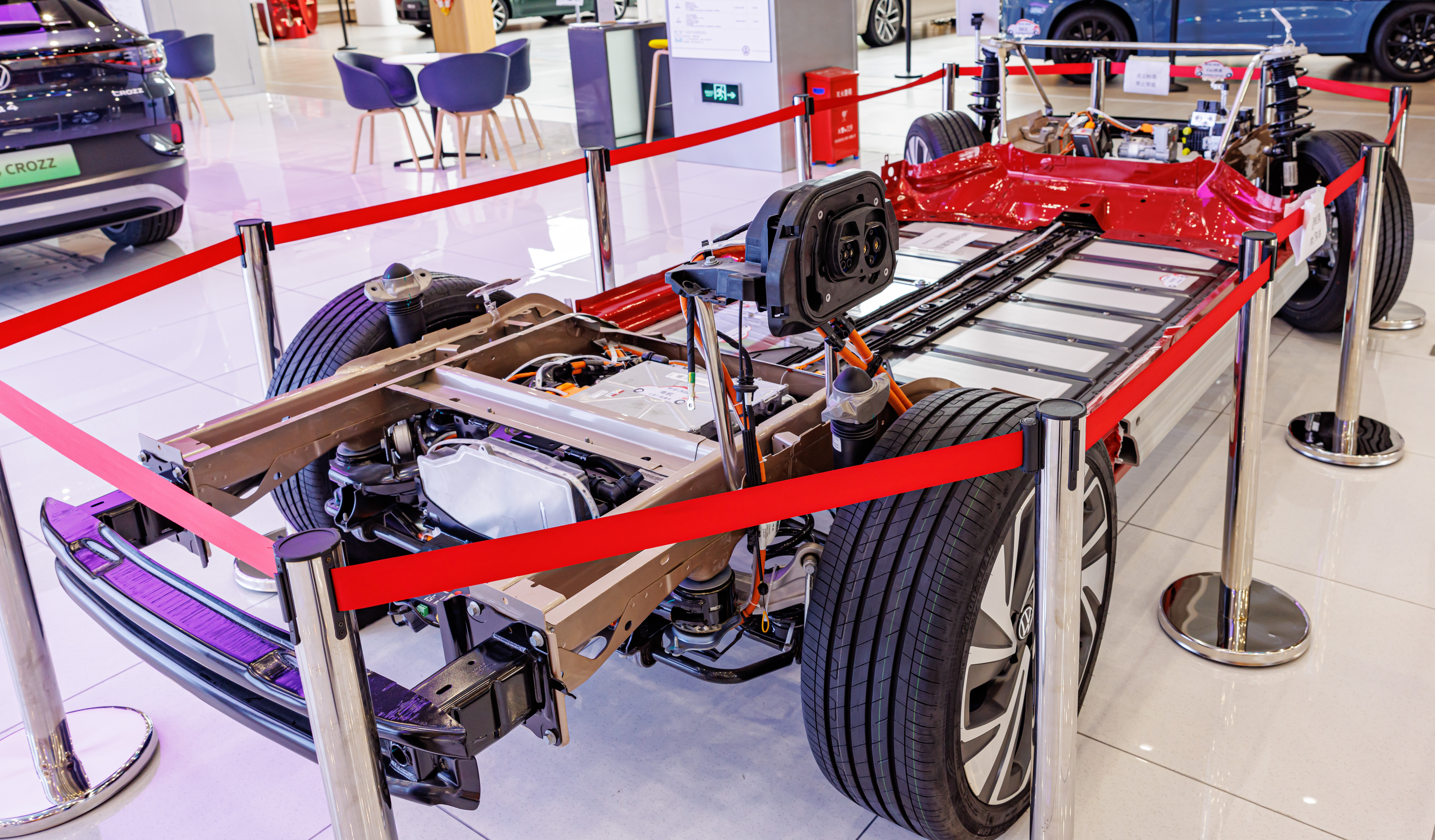
Патформа MEB (2023)

Volkswagen Group MEB (Modulare E-Antriebs-Baukasten) — платформа для электромобилей Volkswagen.
Платформа MEB представляет собой раму, на которой между осями помещается аккумуляторная батарея. Электродвигатель и силовая электроника крепятся к передней и/или задней оси. 
Благодаря очень коротким свесам и большой колёсной базе хетчбэк ID при габаритах «Гольфа» по простору салона не уступает «Пассату».
Как и на другие автомобильные платформы на неё могут устанавливаться различные кузова.
Используется также на электромобилях Audi, Seat, Skoda и Ford.

## История
Концерн Volkswagen развернул масштабный проект, который по размаху и важности можно сравнить с планом ГОЭЛРО. Немецкий автопроизводитель планирует пересадить миллионы людей на электромобили, сделав эту технологию доступной, а её повседневное использование — простым и удобным.

Платформа MEB пришла на замену фольксвагеновской платформе для автомобилей с ДВС MQB. Концепция этой тележки была готова ещё в 2015 году, и первым носителем идеи стал концептуальный однообъемник Volkswagen Budd-e. После этого в компании занимались инженерной проработкой платформы и её подготовкой к серийному производству.

Унификация по компонентам с архитектурой MQB хоть и есть, но небольшая. Куда важнее, что электромобильное шасси унаследовало концепцию масштабирования: MEB лежит в основе автомобилей разных классов и размеров, которые также имеют тяговую батарею разной ёмкости.

В отличие от Теслы, платформа не предусматривает дополнительного багажника в передней части кузова. У автомобилей на тележке MEB под передним капотом размещается радиатор, зарядное устройство, блок управляющей электроники и 12-вольтовый аккумулятор.

О производстве электромобилей компания Volkswagen объявила в 2017 году. Планируется, что к 2030 году 300 моделей Volkswagen будут электрическими.
Первым серийным электромобилем на платформе MEB стал Volkswagen ID.3. В Северной Америке и Китае компания действует с 2020 года, а с 2022 года автомобили выпускаются в Теннесси.
В 2023 году компания Ford Motor Company заключила стратегическое партнёрство с Volkswagen, чтобы извлечь эффект масштаба. Таким образом, первым электромобилем Ford на платформе Volkswagen Group MEB стал Ford Explorer EV.

## Модели на платформе MEB

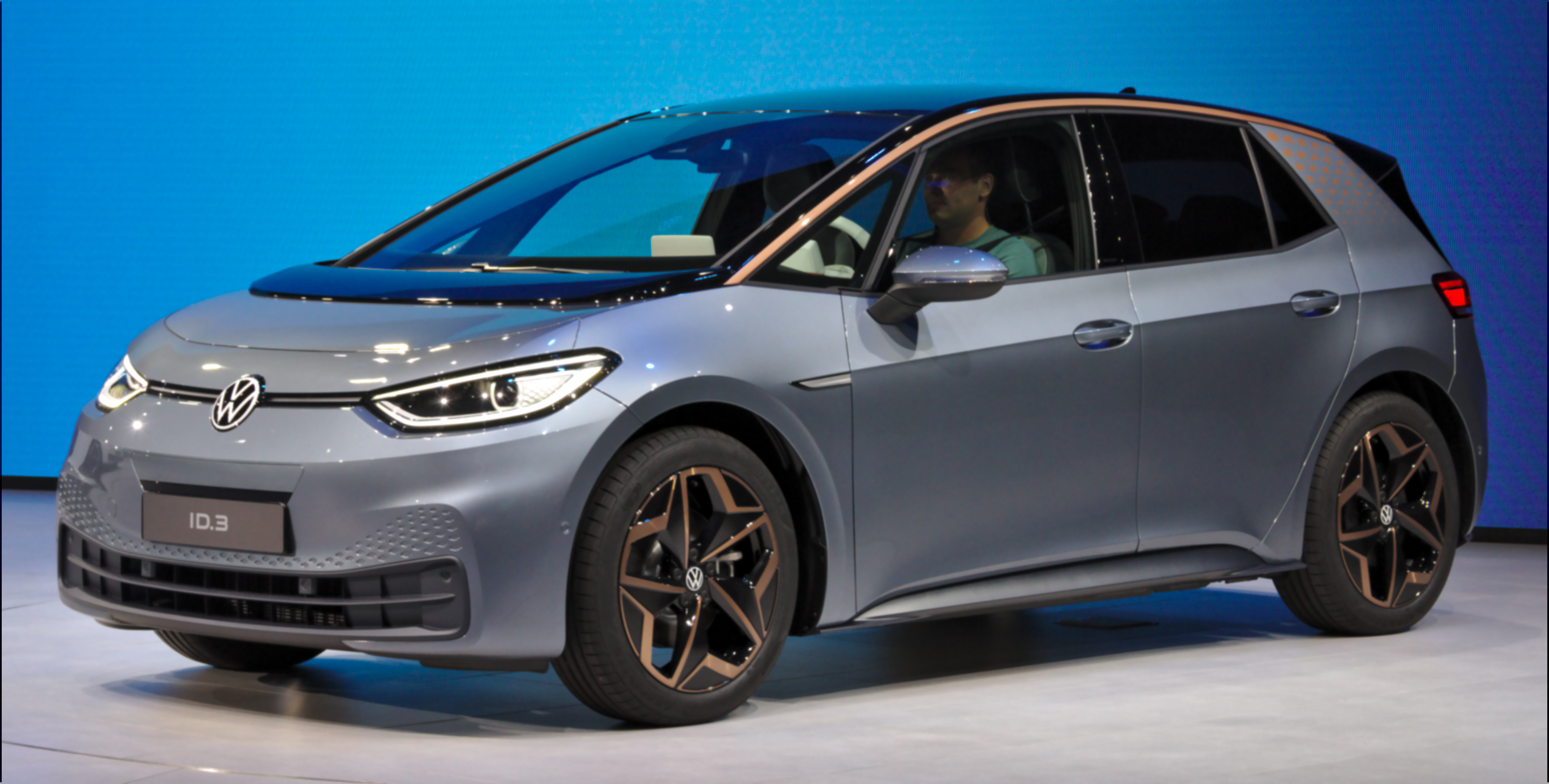
Volkswagen ID.3, первая серийная модель на MEB

### Audi
- Audi Q4 e-tron (с 2021 года)[14]

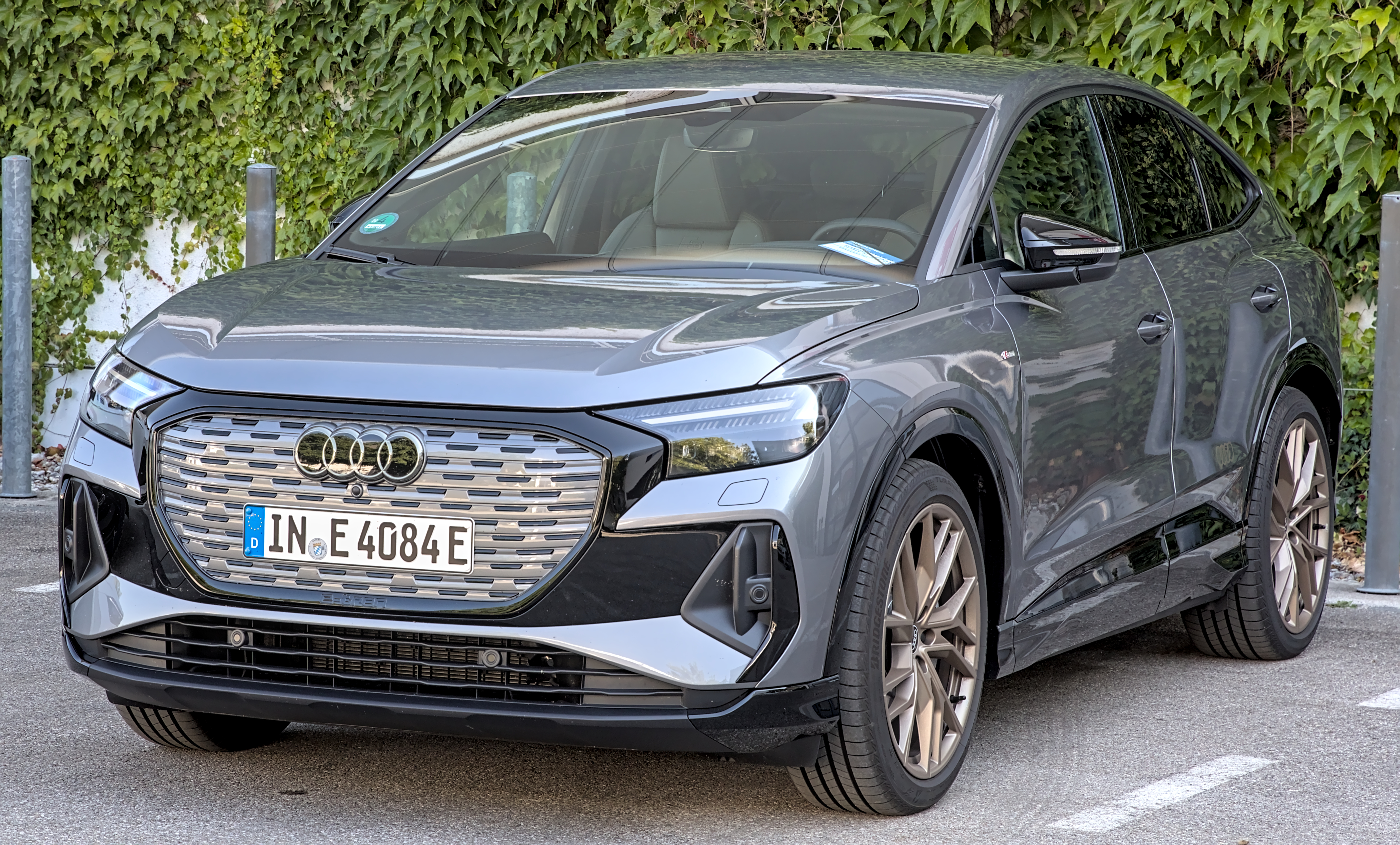
Audi Q4 Sportback e-tron

- Audi Q4 Sportback e-tron (с 2021 года)[15]
- Audi Q5 e-tron (с 2022 года, только для Китая)[16]

### Cupra
- Cupra Born (с 2021 года)[17]
- Cupra Tavascan (с 2024 года)[18]
- Cupra Urban Rebel (концепт-кар, серийная версия запланирована на 2025 год)[19]

### Ford
- Ford Explorer EV (поступление в продажу запланированно в 2023 году)[20]

### Škoda

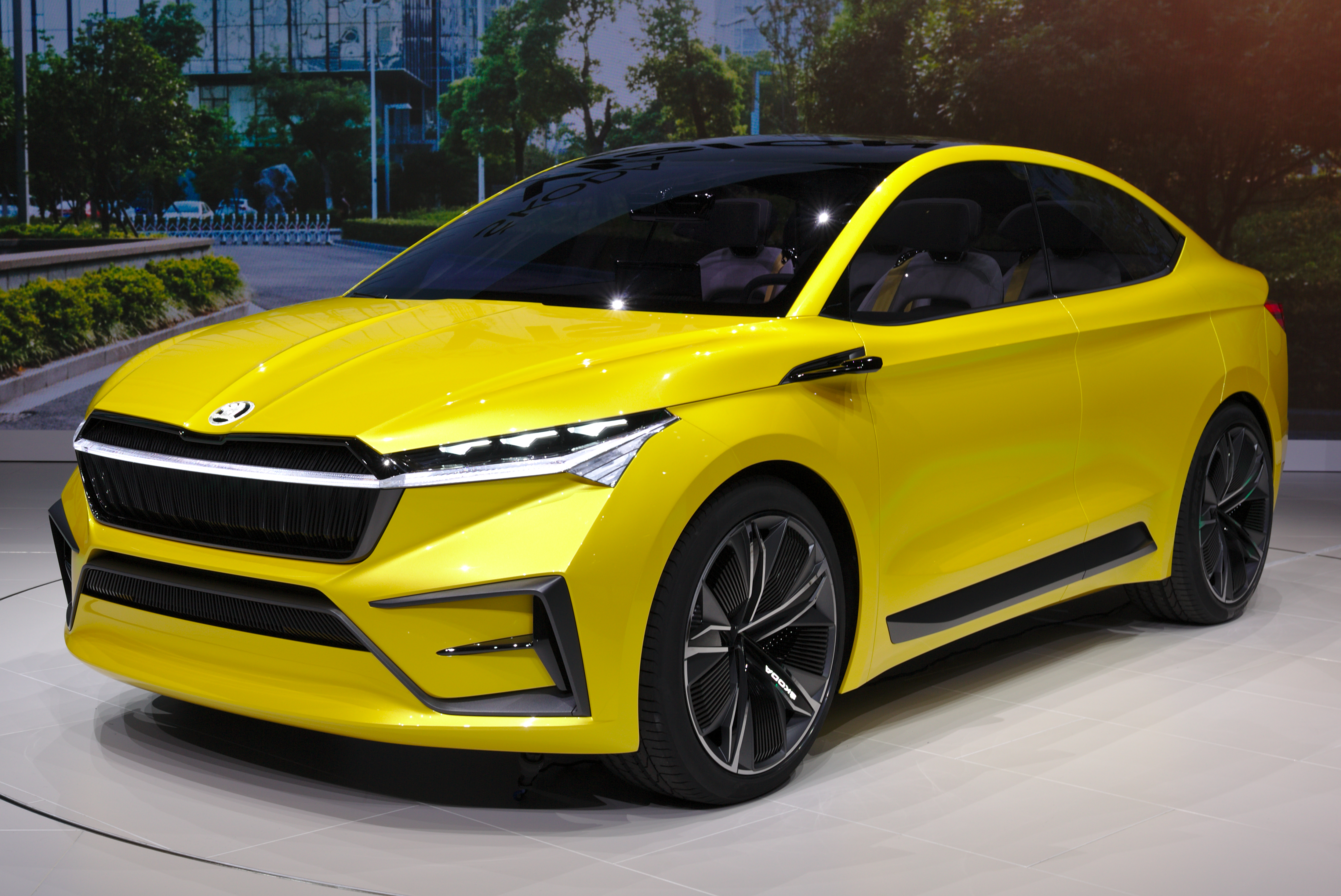
Škoda Vision iV (концепт-кар)

- Škoda Vision E, Škoda Vision iV и Škoda Vision 7S (концепт-кары 2017, 2019 и 2022 годов)
- Škoda Enyaq iV (с 2020 года)[21]
- Škoda Enyaq iV Coupé (с 2022 года)
- Škoda Elroq и Škoda Epiq (с 2025 года)

### Volkswagen

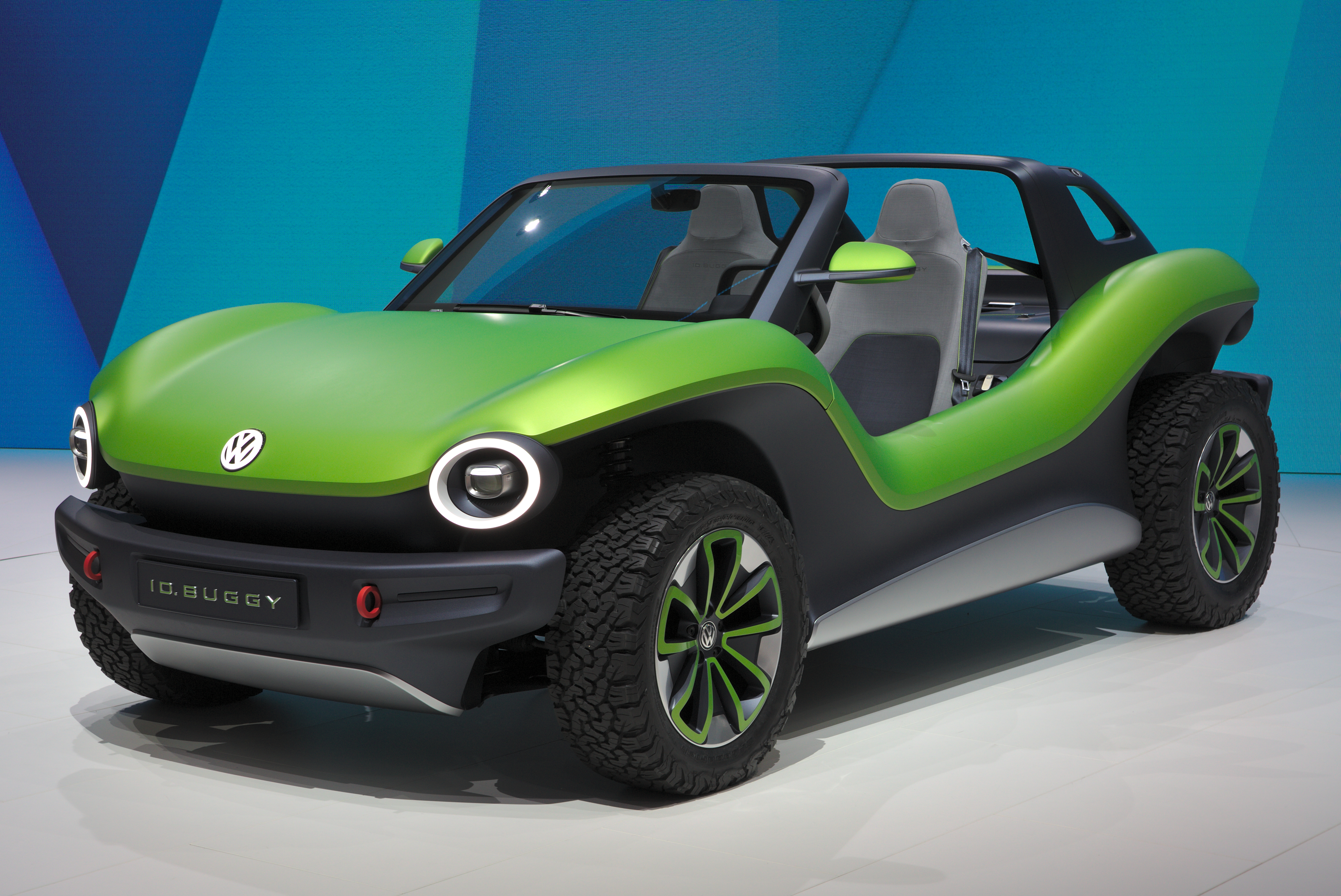
VW ID. Buggy (концепт-кар)

- ID.1 (небольшой электромобиль, не ранее 2026 года, на упращённой платформе «MEB Entry»)[22][23]
- ID.2all (концепт-кар, серийную модель планируется представить в 2025 году[24], на платформе «MEB Entry»)
- ID.3 (с 2019 года)

- ID.4 (базируется на концепт-каре ID. Crozz, с 2021 года)[25]
- ID.5 более низкая версия ID.4, доступна с мая 2022 года
- ID.6 (базируется на концепт-каре ID. Roomzz, продаётся в Китае с середины 2021 года)[26].
- ID.7 (в разработке именовался ID. Vizzion, с 2023 года)[27]
- ID.7 Tourer (в разработке именовалась ID. Space Vizzion, запланированно на 2024 год)[27]
- ID. Buzz (с 2022 года)
- ID. Buggy (в серию не пошёл)[28]
- ID.UNYX (версия Cupra Tavascan для китайского рынка, с 2024 года)